# Сеструнь (Преко)
Сеструнь (хорв. Sestrunj) — населений пункт у Хорватії, в Задарській жупанії у складі громади Преко.

## Населення
Населення за даними перепису 2011 року становило 48 осіб.
Динаміка чисельності населення поселення:

## Клімат
Середня річна температура становить 15,45 °C, середня максимальна – 26,17 °C, а середня мінімальна – 3,75 °C. Середня річна кількість опадів – 854 мм.
| Клімат поселення                              | Клімат поселення | Клімат поселення | Клімат поселення | Клімат поселення | Клімат поселення | Клімат поселення | Клімат поселення | Клімат поселення | Клімат поселення | Клімат поселення | Клімат поселення | Клімат поселення | Клімат поселення |
| Показник                                      | Січ.             | Лют.             | Бер.             | Квіт.            | Трав.            | Черв.            | Лип.             | Серп.            | Вер.             | Жовт.            | Лист.            | Груд.            |                  |
| Середній максимум, °C                         | 12,62            | 12,48            | 14,03            | 17,18            | 22,08            | 26,17            | 26,07            | 25,85            | 21,78            | 18,65            | 14,68            | 11,47            |                  |
| Середня температура, °C                       | 8,27             | 8,12             | 9,67             | 12,82            | 17,72            | 21,77            | 24,15            | 23,97            | 19,88            | 16,75            | 12,75            | 9,55             |                  |
| Середній мінімум, °C                          | 3,90             | 3,75             | 5,28             | 8,43             | 13,33            | 17,42            | 22,27            | 22,07            | 18,00            | 14,83            | 10,88            | 7,67             |                  |
| Норма опадів, мм                              | 73               | 61               | 62               | 64               | 62               | 54               | 30               | 50               | 97               | 105              | 104              | 92               |                  |
| Середньомісячна швидкість вітру, м/с          | 3.00             | 3.15             | 3.30             | 3.10             | 2.70             | 2.52             | 2.50             | 2.43             | 2.67             | 2.82             | 3.42             | 3.28             |                  |
| Середньомісячна сонячна радіація, кДж/м²·день | 4970             | 7786             | 11467            | 16369            | 20710            | 22869            | 24585            | 21235            | 15601            | 10008            | 5418             | 4228             |                  |
| --------------------------------------------- | ---------------- | ---------------- | ---------------- | ---------------- | ---------------- | ---------------- | ---------------- | ---------------- | ---------------- | ---------------- | ---------------- | ---------------- | ---------------- |
| Джерело:                                      |                  |                  |                  |                  |                  |                  |                  |                  |                  |                  |                  |                  |                  |